# Сборная Марокко по футболу
Сборная Марокко по футболу представляет Марокко на международных футбольных турнирах и в товарищеских матчах. Управляющая организация — Королевская марокканская футбольная федерация.
Вторая из африканских сборных, квалифицировавшаяся на чемпионат мира по футболу (1970), и первая, вышедшая на нём в полуфинал (2022; в итоге заняла 4-е место).

## История
Сборная Марокко является довольно крепкой командой по африканским меркам, входящей в число наиболее удачливых сборных континента за всю историю. Марокканцы пять раз принимали участие в чемпионатах мира, уступая по этому показателю среди африканских сборных лишь Камеруну, у которого таких участий семь. Впервые «Атласские львы» пробились на чемпионат мира в 1970 году, где их соперниками по группе были команды ФРГ, Перу и Болгарии. Набрав лишь одно очко в матче со сборной Болгарии и проиграв два оставшихся матча, североафриканцы заняли последнее место в своём квартете.
На втором своём чемпионате мира в 1986 году в Мексике марокканцы выступили гораздо лучше. На групповой стадии они сыграли вничью с Польшей (0:0) и Англией (0:0), а также обыграли Португалию (3:1) и заняли первое место в группе. Это был первый в истории выход африканской сборной из группы на чемпионатах мира. В 1/8 финала сборная Марокко с минимальным счётом уступила будущему финалисту сборной ФРГ (0:1), причём единственный мяч забил Лотар Маттеус за три минуты до конца матча. Чемпионаты мира 1994 и 1998 годов, на которых марокканцы также принимали участие, успехов им не принесли. И если в 1994 году у марокканцев не было ни шанса на выход из группы, то в 1998 году им не хватило всего одного очка для того, чтобы сместить со второго места в группе норвежцев и во второй раз в своей истории выйти в 1/8 финала.
В Кубке африканских наций сборная Марокко впервые появилась в 1972 году, однако, из группы не вышла. Вторая попытка в 1976 ознаменовалась настоящим триумфом — марокканцы в первый и, пока, последний раз стали чемпионами континента. С тех пор «Атласские Львы» трижды доходили до полуфинала, выиграв при этом один раз бронзу. Последний же их успех датируется 2004 годом — тогда сборная Марокко дошла до финала Кубка африканских наций, который проходил в Тунисе. В группе марокканцы обыграли нигерийцев (1:0) и бенинцев — (4:0), а также сыграли вничью (1:1) с южноафриканцами. В 1/4 и 1/2 финала сборная Марокко поочерёдно обыграла сборную Алжира (3:1) и сборную Мали (4:0), а в финале уступила в упорной борьбе хозяевам турнира — сборной Туниса — со счётом 1:2, став, тем не менее, самой забивающей сборной турнира — 14 мячей в 6 матчах.
Марокко должно было принимать Кубок африканских наций 2015 года, но осенью 2014 года Марокко отказалось проводить этот турнир из-за эпидемии лихорадки Эбола. В итоге, сборная Марокко по футболу была исключена из розыгрыша Кубка африканских наций 2017. Также футбольная федерация Марокко была оштрафована на $1 млн и €8 млн за причинение ущерба КАФ.
В 2018 году впервые за 20 лет сборная Марокко сумела отобраться на чемпионат мира: в последнем матче отборочного турнира «Атласские львы» победили сборную Кот-д’Ивуара со счётом 2:0 и получили право сыграть на турнире в России. В первом матче против Ирана марокканец Азиз Бухаддуз забил автогол в конце встречи. Далее африканцы проиграли Португалии 0:1. В последнем матче против сборной Испании марокканцы сыграли вничью 2:2, тем самым набрав одно очко и заняв последнее место в группе.
На Кубке африканских наций 2021 года, проходившем в Камеруне, марокканцы уверенно вышли из группы, одержав две победы при одной ничьей. В 1/8 финала Марокко с трудом обыграло команду Малави, благодаря голу Ашрафа Хакими на последней минуте основного времени (2:1). В четвертьфинале марокканцы уступили Египту в дополнительное время (1:2). Хакими был включён в символическую сборную турнира.

### Чемпионат мира 2022
Марокканцы под руководством Вахида Халилходжича очень уверенно отобрались на чемпионат мира 2022 года в Катаре. На групповой стадии отборочного турнира они выиграли 6 из 6 матчей (единственные среди всех африканских команд) с разницей мячей 20-1. В марте 2022 года в плей-офф сборная Марокко обыграла команду ДР Конго (1:1 в гостях и 4:1 дома).
В сентябре 2022 года, накануне чемпионата мира, Халилходжича, уволенного из сборной из-за конфликта с игроками и руководством, сменил бывший игрок сборной Марокко Валид Реграги. В финальном турнире команда Марокко сыграла вничью с Хорватией (0:0), обыграла Бельгию (2:0, голы Ромена Саисса и Закарии Абухляля) и Канаду (2:1, голы Хакима Зиеша и Юссефа Эн-Несири) и заняла первое место в группе F. В матче 1/8 финала марокканцы встретились с Испанией. Основное и дополнительное время закончилось со счётом 0:0, а в серии пенальти марокканцы выиграли 3-0 (вратарь Яссин Буну отбил два удара испанцев) и впервые вышли в 1/4 финала чемпионата мира. Последний раз африканская команда доходила до четвертьфинала чемпионата мира в 2010 году, когда это удалось Гане. В четвертьфинале марокканцы победили сборную Португалии (1:0) благодаря голу головой Юссефа Эн-Несири и стали первой в истории африканской и первой арабской командой, вышедшей в полуфинал чемпионата мира. В полуфинале против действующих чемпионов мира сборной Франции марокканцы уступили 0:2. В конце первого тайма защитник Джавад Эль-Ямик имел шанс сравнять счёт, но попал в штангу ударом в падении через себя. Ещё в первом тайме из-за травмы поле был вынужден покинуть капитан и основной центральный защитник команды Ромен Саисс. В матче за третье место марокканцы уступили сборной Хорватии со счётом 1:2.

## Результаты

### Чемпионат мира
- 1930 — 1958 — не принимала участия
- 1962 — не прошла квалификацию
- 1966 — снялась с квалификации
- 1970 — групповой этап
- 1974 — не прошла квалификацию
- 1978 — не прошла квалификацию
- 1982 — не прошла квалификацию
- 1986 — 1/8 финала
- 1990 — не прошла квалификацию
- 1994 — групповой этап
- 1998 — групповой этап
- 2002 — не прошла квалификацию
- 2006 — не прошла квалификацию
- 2010 — не прошла квалификацию
- 2014 — не прошла квалификацию
- 2018 — групповой этап
- 2022 — 4-е место
- 2026 —
- 2030* —

### Кубок африканских наций
- 1957 — не принимала участия
- 1959 — не принимала участия
- 1962 — снялась с квалификации
- 1963 — не прошла квалификацию
- 1965 — не принимала участия
- 1968 — не прошла квалификацию
- 1970 — не прошла квалификацию
- 1972 — групповой этап
- 1974 — не прошла квалификацию
- 1976 — чемпион
- 1978 — групповой этап
- 1980 — 3-е место
- 1982 — не прошла квалификацию
- 1984 — не прошла квалификацию
- 1986 — 4-е место
- 1988* — 4-е место
- 1990 — не прошла квалификацию
- 1992 — групповой этап
- 1994 — не прошла квалификацию
- 1996 — не прошла квалификацию
- 1998 — 1/4 финала
- 2000 — групповой этап
- 2002 — групповой этап
- 2004 — 2-е место
- 2006 — групповой этап
- 2008 — групповой этап
- 2010 — не прошла квалификацию
- 2012 — групповой этап
- 2013 — групповой этап
- 2015 — дисквалифицирована
- 2017 — 1/4 финала
- 2019 — 1/8 финала
- 2021 — 1/4 финала
- 2023 — 1/8 финала
- 2025* —

(*) — страна-хозяйка

## Текущий состав
Следующие игроки были вызваны в состав сборной главным тренером Валидом Реграги для участия в матчах отборочного турнира Кубка африканских наций 2025 против сборной Габона (15 ноября 2024) и сборной Лесото (18 ноября 2024).
Игры и голы приведены по состоянию на 18 ноября 2024 года:
|  | Вр  | Яссин Буну       | 5 апреля 1991 (34 года)   | 71 | 0  | Аль-Хиляль Эр-Рияд |  |  |
|  | Вр  | Мунир Мохамеди   | 10 мая 1989 (36 лет)      | 49 | 0  | РС Беркан          |  |  |
|  | Вр  | Аюб Эль-Хаяти    | 31 января 1998 (27 лет)   | 0  | 0  | AC ФАР Рабат       |  |  |
|  | Вр  | Салахеддин Чихаб | 23 февраля 1993 (32 года) | 0  | 0  | МАС Фес            |  |  |
|  |     |                  |                           |    |    |                    |  |  |
|  | Защ | Ашраф Хакими     | 4 ноября 1998 (26 лет)    | 82 | 10 | Пари Сен-Жермен    |  |  |
|  | Защ | Найеф Агерд      | 30 марта 1996 (29 лет)    | 53 | 1  | Реал Сосьедад      |  |  |
|  | Защ | Нуссаир Мазрауи  | 14 ноября 1997 (27 лет)   | 31 | 2  | Манчестер Юнайтед  |  |  |
|  | Защ | Яхья Аттьят-Алла | 2 марта 1995 (30 лет)     | 22 | 0  | Аль-Ахли Каир      |  |  |
|  | Защ | Адам Мазина      | 2 января 1994 (31 год)    | 17 | 0  | Торино             |  |  |
|  | Защ | Джамал Харкасс   | 24 января 1995 (30 лет)   | 4  | 1  | Видад Касабланка   |  |  |
|  | Защ | Абдель Абкар     | 10 марта 1999 (26 лет)    | 3  | 0  | Депортиво Алавес   |  |  |
|  | Защ | Адам Азну        | 2 июня 2006 (19 лет)      | 3  | 0  | Бавария Мюнхен     |  |  |
|  |     |                  |                           |    |    |                    |  |  |
|  | ПЗ  | Софьян Амрабат   | 21 августа 1996 (28 лет)  | 62 | 0  | Фенербахче         |  |  |
|  | ПЗ  | Аззедин Унаи     | 19 апреля 2000 (25 лет)   | 36 | 7  | Панатинаикос       |  |  |
|  | ПЗ  | Билал Эль-Ханнус | 10 мая 2004 (21 год)      | 19 | 0  | Лестер Сити        |  |  |
|  | ПЗ  | Исмаэль Сайбари  | 28 января 2001 (24 года)  | 9  | 2  | ПСВ Эйндховен      |  |  |
|  | ПЗ  | Эльесс Бен Сегир | 16 февраля 2005 (20 лет)  | 8  | 3  | Монако             |  |  |
|  | ПЗ  | Реда Белахьян    | 1 июня 2004 (21 год)      | 1  | 0  | Эллас Верона       |  |  |
|  | ПЗ  | Уссама Таргаллин | 20 февраля 2002 (23 года) | 1  | 0  | Гавр               |  |  |
|  |     |                  |                           |    |    |                    |  |  |
|  | Нап | Юссеф Эн-Несири  | 1 июня 1997 (28 лет)      | 78 | 23 | Фенербахче         |  |  |
|  | Нап | Аюб Эль-Кааби    | 25 июня 1993 (32 года)    | 40 | 14 | Олимпиакос Пирей   |  |  |
|  | Нап | Закария Абухляль | 18 февраля 2000 (25 лет)  | 22 | 3  | Тулуза             |  |  |
|  | Нап | Абде Эззалзули   | 17 декабря 2001 (23 года) | 21 | 2  | Реал Бетис         |  |  |
|  | Нап | Суфьян Рахими    | 2 июня 1996 (29 лет)      | 15 | 4  | Аль-Айн            |  |  |
|  | Нап | Браим Диас       | 3 августа 1999 (25 лет)   | 8  | 7  | Реал Мадрид        |  |  |
|  | Нап | Осаме Сахрауи    | 11 июня 2001 (24 года)    | 1  | 0  | Лилль              |  |  |

## Рекордсмены сборной

### Сыгранные матчи
| Место | Игрок                  | Игры | Голы | Карьера   |
| ----- | ---------------------- | ---- | ---- | --------- |
| 1     | Нуреддин Найбет        | 115  | 4    | 1990—2006 |
| 2     | Ахмед Фарас            | 94   | 36   | 1966—1979 |
| 3     | Ромен Саисс            | 81   | 3    | 2012—     |
| 4     | Юссеф Сафри            | 79   | 8    | 1999—2009 |
| 5     | Хуссин Харджа          | 78   | 12   | 2004—2015 |
|       | Эззаки Баду            | 78   | 0    | 1979—1992 |
| 7     | Абдельмажид Долми      | 76   | 2    | 1973—1988 |
| 8     | Юссеф Шиппо            | 73   | 9    | 1996—2006 |
|       | Мохаммед Хаззаз        | 73   | 0    | 1969—1979 |
| 10    | Абделькрим Эль-Хадриуи | 72   | 4    | 1992—2001 |

### Забитые мячи
| Место | Игрок                  | Голы | Игры | В ср. | Карьера   |
| ----- | ---------------------- | ---- | ---- | ----- | --------- |
| 1     | Ахмед Фарас            | 36   | 94   | 0,38  | 1966—1979 |
| 2     | Салахеддин Бассир      | 27   | 59   | 0,46  | 1990—2006 |
| 3     | Хаким Зиеш             | 21   | 57   | 0,37  | 2015–     |
| 4     | Юссеф Эн-Несири        | 20   | 67   | 0,30  | 2016–     |
| 5     | Абдельжалиль Хадда     | 19   | 48   | 0,40  | 1995—2002 |
| 6     | Хасан Амшаррат         | 18   | 39   | 0,45  | 1971—1979 |
|       | Маруан Шамах           | 18   | 65   | 0,28  | 2003—2014 |
| 8     | Абдельсалам Эль-Грисси | 17   | 35   | 0,49  | 1984—1995 |
| 9     | Юссеф Эль-Араби        | 16   | 46   | 0,36  | 2010–     |
|       | Юссуф Хаджи            | 16   | 64   | 0,25  | 2003—2012 |

## Форма

### Домашняя
| ЧМ-1970              | КАН-1976             | ЧМ-1986   | ЧМ-1994              | ЧМ-1998 · 1998—2000 | КАН-2000 · 2000—2002 | КАН-2002 · 2002—2004 | КАН-2004 · 2004—2006 | КАН-2006 · 2006—2008 | КАН-2008 · 2008—2010 | 2010—2012 |
| КАН-2012 · 2012—2013 | КАН-2013 · 2013—2015 | 2015—2017 | КАН-2017 · 2017—2018 | ЧМ-2018 · КАН-2019  | 2019—2020            | КАН-2021 · 2020—2022 | ЧМ-2022 · КАН-2023   | 2024—н. в.           |                      |           |

### Гостевая
| ЧМ-1970              | ЧМ-1986   | ЧМ-1994   | ЧМ-1998 · 1998—2000 | 2000—2002 | 2002—2004            | КАН-2004 · 2004—2006 | КАН-2006 · 2006—2008 | КАН-2008 · 2008—2010 | 2010—2012 | 2012—2013 |
| КАН-2013 · 2013—2015 | 2015—2017 | 2017—2018 | ЧМ-2018 · КАН-2019  | 2019—2020 | КАН-2021 · 2020—2022 | ЧМ-2022 · КАН-2023   | 2024—н. в.           |                      |           |           |

### Резервная
| 2000—2002 | 2002—2004 | 2006—2008 | 2010—2012 | 2012—2013 | 2015—2017 | 2017—2018 |

Источники:,

### Производитель
| Изготовитель формы | Период     |
| ------------------ | ---------- |
| Adidas             | 1982—1993  |
| Lotto              | 1994—1995  |
| Umbro              | 1995       |
| Lotto              | 1995—1997  |
| Puma               | 1998—2001  |
| Nike               | 2002—2006  |
| Puma               | 2007—2011  |
| Adidas             | 2012—2018  |
| Puma               | 2019—н. в. |